# Elisabeth Leonskaja

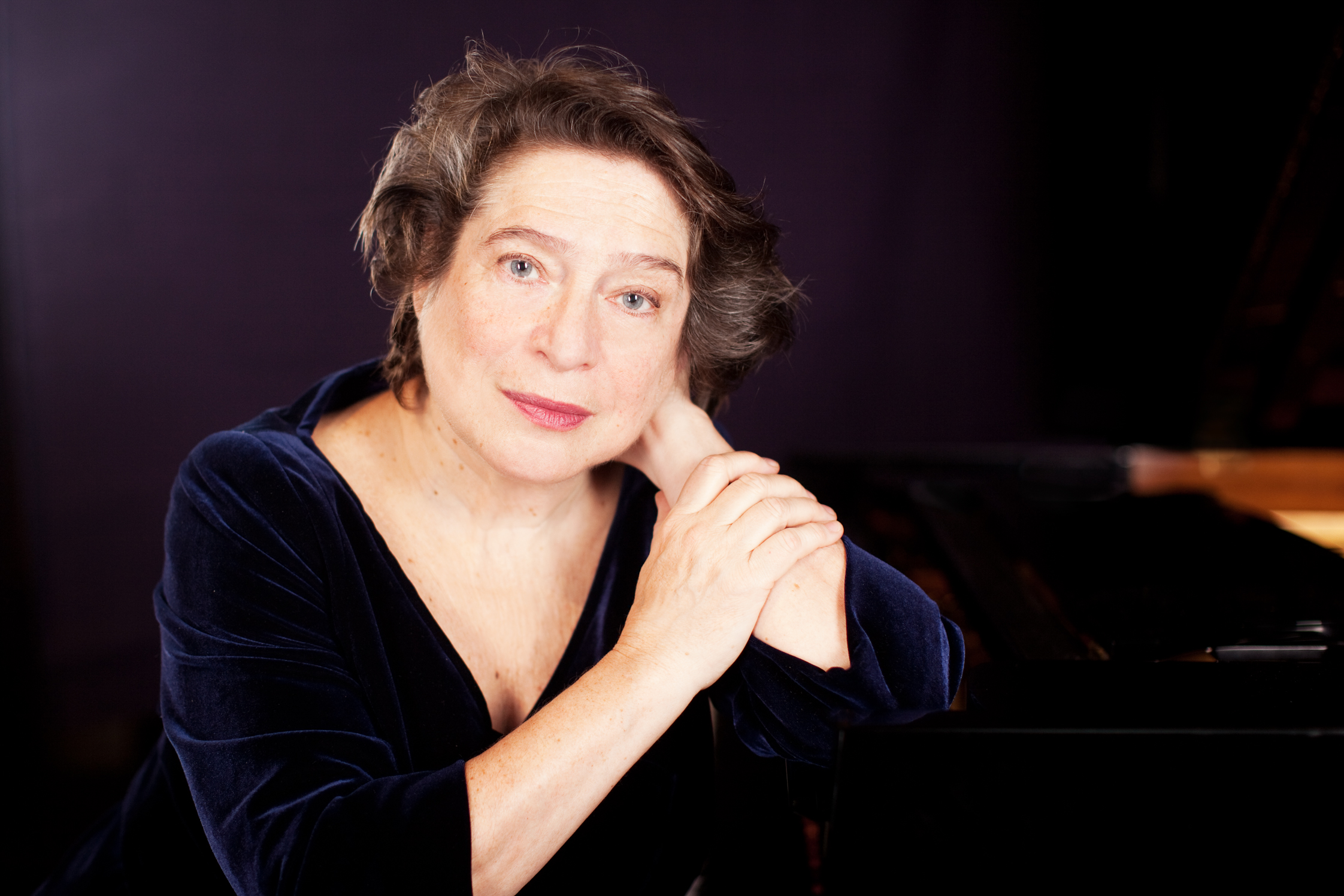
Elisabeth Leonskaja

Elisabeth Leonskaja, ook wel Leonskaya, (Russisch: Елизавета Ильинична Леонская, Elizaveta Ilinichna Leonskaja) is een Georgisch pianiste. Ze werd geboren in een Russisch gezin in Tbilisi, Georgië, op 23 november 1945.
Ze gaf haar eerste concert op elfjarige leeftijd. In 1964 begon ze haar pianostudie aan het Conservatorium van Moskou bij Jacob Milstein. Gedurende haar conservatoriumperiode won ze diverse prijzen in concoursen in Boekarest, Brussel en Parijs. Haar muzikale ontwikkeling werd sterk beïnvloed door haar samenwerking met Svjatoslav Richter, die haar vaak vergezelde aan het klavier.
Ze verliet de Sovjet-Unie in 1978 en vestigde zich in Wenen. Een bekende opname van haar is de transcriptie voor twee piano's door Edvard Grieg van Mozarts pianosonates KV 545 en KV 533, die ze samen met Sviatoslav Richter opnam.
Naast haar activiteiten als soliste neemt Leonskaja graag tijd voor kamermuziek; ze werkt dan ook vaak samen met het Emerson, Borodin en Artemis Kwartet.
Leonskaja’s opname van Brahms’ Pianosonates werd bekroond met de Cecilia Prijs en haar opnames van werk van Liszt werd met een Diapason d’Or onderscheiden. In haar tweede vaderland Oostenrijk werden Leonskaja’s verdiensten uitgebreid erkend, o.a. met een toekenning van het Österreichische Ehrenkreuz für Wissenschaft und Kunst erster Klasse in 2006, de hoogste culturele onderscheiding in Oostenrijk.